# Cheonan
Cheonan is een stad in Zuid-Koreaanse provincie Chungcheongnam-do.
In 2008 telde Cheonan 543.309 inwoners.

## Sport
In Cheonan is de  Woo Jeong Hills Country Club, waar de laatste jaren het Koreaans Open werd gespeeld. De club werd in 1993 geopend en heeft onder meer een David Leadbetter Golf Academy.